# Minotaur (Band)
Minotaur ist eine deutsche Thrash-Metal-Band aus Halstenbek, die im Jahr 1983 gegründet wurde.

## Geschichte
Minotaur wurde 1983 gegründet. Wegen mehrerer Besetzungswechsel verzögerte sich das Erscheinen der ersten Demoaufnahme The Oath of Blood bis 1986. Die Band arbeitete an weiteren Lieder und Steuerte ein Lied für die Kompilation Teutonic Invasion Part I von Roadrunner Records bei. Danach veröffentlichten sie ihr selbstfinanziertes und -produziertes Debütalbum Power of Darkness im Jahr 1988. Das Album war auf 2.500 Stück begrenzt. In den 1990er-Jahren wurde das Album erneut auf CD veröffentlicht.
Die Band entwickelte einige weitere Lieder und erreichte einen Vertrag mit dem Label Remedy Records, bei dem sie im Oktober 1990 die EP Death Metal veröffentlichten. Danach folgten Auftritte und Touren mit Torment, Drifter, Melissa, Procyon, Helstar, Hades, Viper, Rage, Invocator, Vendetta, Onkel Tom Angelripper, Samael, Sabbat, Betrayer, Gorefest, Risk, Riff Raff und Holy Moses. Im Jahr 1992 pausierte die Band und fand im Jahr 1993 wieder zusammen, um die EP Welcome To… aufzunehmen, die über Molon Lave Records veröffentlicht wurde. Schlagzeuger Jörg Bock war dabei einziges verbliebenes Gründungsmitglied.
Seit 2003 wurden die alten Aufnahmen der Band erneut über To the Death Records veröffentlicht. Außerdem hielt die Band eine Tour durch Europa. Die Band hielt Auftritte in Deutschland, Portugal, Schweden und Spanien. Im März 2009 wurde das Album God May Show You Mercy…We Will Not über I Hate Records veröffentlicht.

## Stil
Minotaur wurde unter dem Einfluss der ersten Demoaufnahmen von Metallica, Anthrax und Possessed gegründet, die Musiker wuchsen mit damals neuen amerikanischen Bands wie Slayer, Possessed, Exciter, Dark Angel, Death, Hallows Eve und Anthrax auf, deren Musik in Verbindung mit der älteren New Wave of British Heavy Metal den Stil von Minotaur ergab. Metalion bezeichnete den Stil von The Slaughter Continues im Slayer-Fanzine als schwer mit dem anderer zu vergleichen, wirklich originell und als „wilden Death Metal der schmerzhaften Art“.

## Diskografie
- 1986: The Slaughter Continues (Demo, Eigenveröffentlichung)
- 1986: The Oath of Blood (Demo, Eigenveröffentlichung)
- 1987: The Power of Darkness (Demo, Eigenveröffentlichung)
- 1988: Power of Darkness (Album, Crazy Records)
- 1990: Death Metal (EP, Remedy Records)
- 1993: Welcome To... (EP, Molon Lave Records)
- 1993: Torment / Desert Storm / Minotaur (Split-Album mit Torment und Desert Storm, Remedy Records)
- 2006: Don’t Burn the Witch… (Split-Single mit Toxic Holocaust, Goat Messiah und Evil Angel, Midnight Records)
- 2009: God May Show You Mercy…We Will Not (Album, I Hate Records)
- 2016: Beast of Nations (EP, High Roller Records)